# Flugplatz Ferrara-San Luca

i7
i11
i13
Der Flugplatz Ferrara-San Luca (it: Aeroporto di Ferrara-San Luca “Michele Allasia”, (ICAO-Code: LIPF)) befindet sich in den italienischen Region Emilia-Romagna, rund zwei Kilometer südlich der Stadtmitte von Ferrara.

## Infrastruktur und Nutzung
Der in der Poebene gelegene Flugplatz hat eine 800 Meter lange, in Ost-West-Richtung verlaufende asphaltierte Start- und Landebahn (09/27). Parallel dazu verläuft eine 900 Meter lange Graspiste. Vorfeld und Abfertigungsbereich liegen im Norden. Hier verlaufen auch die Via Richard Wagner (SS16) und die Via Aeroporto, die den Flugplatz mit dem Stadtzentrum verbinden. Der Flugplatz dient der Allgemeinen Luftfahrt. Neben dem örtliche Aeroclub, der hier auch eine Flugschule unterhält, gibt es noch einen Segelflugverein. Betreiber ist seit 2022 die staatliche ENAC Servizi.
Neben dem Flugplatz Ferrara-San Luca verfügt die Stadt noch über den wenige Kilometer südöstlich der Stadtmitte gelegenen Flugplatz Ferrara-Aguscello, der jedoch nur über eine Graspiste verfügt. Der nächstgelegene Verkehrsflughafen ist der Flughafen Bologna.

## Geschichte
Der Flugplatz Ferrara-San Luca wurde Mitte der 1920er Jahre als Militärflugplatz eröffnet und nach dem Militärpiloten Michele Allasia benannt. 1927 stellte man hier ein Bombergeschwader (14º Stormo) auf. Der örtliche Aeroclub Ferrara „Roberto Fabbri“ wurde 1960 gegründet. Die militärische Nutzung des Flugplatzes endete im Wesentlichen im Jahr 1972, als eine Radar-Einheit (11º Posto di Riporto e Controllo) auf den ehemaligen Militärflugplatz von Poggio Renatico bei Ferrara umzog. Militärische Anlagen blieben im Norden des Flugplatzes Ferrara-San Luca erhalten.